# طب الطيران
طب الطيران وأيضاً يسمى طب الفضاء والطيران هو أحد تخصصات الصحة الوظيفية (المهنية) أو الطب الوقائي بحيث يكون المرضى هم الطيارون وطاقم الطيران أو أي شخص مشارك في الطيران أو التنقل عبر الفضاء. هذا التخصص يعالج المشاكل التي يواجهها الطيار ومرافقيه بتطبيق العلوم الطبية لمنع العوامل البشرية المسببة لحوادث الطيران داعماً سلامة الطيران. باللغة الإنجليزية هناك تسميتين للطبيب المتخصص في هذا المجال، الطبيب العسكري في طب الطيران يسمى جراح الرحلة flight surgeon أما الطبيب المدني في طب الطيران فيسمى الفاحص الطبي للطيران aviation medical examiner وفي الوطن العربي فيسمى طبيب الطيران .
هناك عدة جامعات توفر الماجستير في هذا التخصص مثل جامعة اوتاغو في نيوزلندا لمدة سنتين إلى ثلاث سنوات 
وجامعة رايت فيليبس في الولايات المتحدة لمدة سنتين 
وجامعة كينغز كوليدج في المملكة المتحدة لمدة سنة واحدة 
ومعهد طب الطيران والفضاء في جمهورية مصر العربية (القاهرة) لمدة سنتين يتم التقديم لها عن طريق الملحق العسكري الخاص ببلدك.